# Magni Grenivík
Le Íþróttafélagið Magni Grenivík est un club islandais de football basé à Grenivík au nord de Akureyri.

## Historique
- 1915 : fondation du club

## Palmarès
- Championnat d'Islande de quatrième division
  - Champion : 1990, 2015